# Xiong Dan
Xiong Dan (chinois : 熊䵣), est le troisième vicomte du Chu et successeur de son père, Xiong Ai. il règne vers l'an 941 av J.C., au début de la dynastie Zhou. 
D’après les Annales de Bambou, durant son règne, Xiong Dan fait face à une attaque des troupes de la dynastie Zhou. En effet, à la suite de la défaite et de la mort du roi Zhou Zhaowang de la dynastie Zhou face aux troupes du Chu commandées par Xiong Ai; Zhou Muwang, le fils et successeur de Zhaowang, mène une campagne punitive contre le Chu en l'an 37 de son règne, ce qui correspond à l'an 941 av J.C. Il attaque la vicomté afin de venger la mort de son père et de soumettre totalement la région à son pouvoir. Cette campagne se solde par un nouvel échec des Zhou.
Après sa mort, c'est son fils Xiong Sheng qui lui succède comme Vicomte du Chu. Comme Sheng meurt sans héritier, c'est Xiong Yang, le fils cadet de Dan, qui succède à son frère et devient le cinquième Vicomte du Chu.